# Unione Calcio Sampdoria 1996-1997
Questa voce raccoglie le informazioni riguardanti l'Unione Calcio Sampdoria nelle competizioni ufficiali della stagione 1996-1997.

## Stagione
Nella stagione 1996-1997 la Sampdoria disputò il quarantaquattresimo campionato di Serie A della sua storia; giunse sesta al termine, ottenendo la qualificazione alla Coppa UEFA.

## Divise e sponsor
Il fornitore ufficiale di materiale tecnico per la stagione 1996-1997 fu Asics.
| 1ª divisa | 2ª divisa | 3ª divisa |

## Organigramma societario
Area direttiva
- Presidente: Enrico Mantovani
- Direttore generale: Emiliano Salvarezza
- Direttore sportivo: Paolo Borea
- Team manager: Domenico Arnuzzo
- Relazioni esterne: Luigi Sinesi

Area sanitaria
- Medico sociale: Giorgio Odaglia
- Massaggiatore: Giosuè Viganò

Area tecnica
- Direttore tecnico: Sven-Göran Eriksson
- Allenatore: Luciano Spinosi
- Preparatore dei portieri: Pietro Battara
- Allenatore Primavera: Pietro Sabatini
- Preparatore atletico: Carlo Focardi

## Rosa
| N. |                       | Ruolo | Calciatore          |
| -- | --------------------- | ----- | ------------------- |
| 1  | Italia (bandiera)     | P     | Fabrizio Ferron     |
| 2  | Italia (bandiera)     | D     | David Balleri       |
| 3  | Italia (bandiera)     | D     | Alberico Evani      |
| 4  | Italia (bandiera)     | C     | Marco Franceschetti |
| 5  | Italia (bandiera)     | D     | Moreno Mannini      |
| 6  | Italia (bandiera)     | D     | Stefano Sacchetti   |
| 7  | Italia (bandiera)     | D     | Emanuele Pesaresi   |
| 8  | Francia (bandiera)    | C     | Pierre Laigle       |
| 9  | Italia (bandiera)     | A     | Vincenzo Montella   |
| 10 | Italia (bandiera)     | A     | Roberto Mancini     |
| 11 | Jugoslavia (bandiera) | D     | Siniša Mihajlović   |
| 12 | Italia (bandiera)     | P     | Matteo Sereni       |

| N. |                      | Ruolo | Calciatore            |
| -- | -------------------- | ----- | --------------------- |
| 13 | Italia (bandiera)    | C     | Giovanni Invernizzi   |
| 14 | Francia (bandiera)   | C     | Christian Karembeu    |
| 15 | Italia (bandiera)    | C     | Fausto Salsano        |
| 16 | Italia (bandiera)    | C     | Vincenzo Iacopino     |
| 17 | Italia (bandiera)    | A     | Nicola Zanini         |
| 18 | Italia (bandiera)    | C     | Mattia Biso           |
| 19 | Italia (bandiera)    | C     | Simone Vergassola     |
| 20 | Argentina (bandiera) | C     | Juan Sebastián Verón  |
| 22 | Italia (bandiera)    | P     | Alessandro Giovinazzo |
| 23 | Italia (bandiera)    | D     | Emiliano Milone       |
| 24 | Senegal (bandiera)   | D     | Oumar Dieng           |
| 25 | Italia (bandiera)    | A     | Marco Carparelli      |

## Risultati

### Serie A

#### Girone d'andata
| Arbitro: | Braschi (Prato) |

|           |           |  |
| Negri 23’ | Marcatori |  |

| Arbitro: | Treossi (Forlì) |

|                                    |           |          |
| S. Rossi 45’ (aut.) R. Mancini 76’ | Marcatori | 14’ Weah |

| Arbitro: | Messina (Bergamo) |

|           |           |                                                    |
| Balbo 54’ | Marcatori | 64’ (aut.) Aldair 73’, 90’ Montella 88’ R. Mancini |

| Arbitro: | Bettin (Padova) |

|  |           |          |
|  | Marcatori | 73’ Beto |

| Arbitro: | Ceccarini (Livorno) |

|                             |           |                |
| D. Fontolan 46’ Šalimov 60’ | Marcatori | 79’ Carparelli |

| Arbitro: | Beschin (Legnago) |

|                        |           |  |
| Iacopino 11’ Verón 28’ | Marcatori |  |

| Arbitro: | Tombolini (Ancona) |

|                      |           |                |
| Tovalieri 32’ (rig.) | Marcatori | 13’ R. Mancini |

| Arbitro: | Rodomonti (Teramo) |

|                                    |           |  |
| R. Mancini 16’, 79’ Carparelli 53’ | Marcatori |  |

| Arbitro: | Ceccarini (Livorno) |

|                |           |            |
| Carparelli 32’ | Marcatori | 82’ Chiesa |

| Arbitro: | Nicchi (Arezzo) |

|           |           |               |
| Negro 82’ | Marcatori | 6’ R. Mancini |

| Arbitro: | Bolognino (Milano) |

|            |           |              |
| Corini 68’ | Marcatori | 51’ Montella |

| Arbitro: | Braschi (Prato) |

|  |           |             |
|  | Marcatori | 33’ Ferrara |

| Arbitro: | Trentalange (Torino) |

|                              |           |                                                   |
| Branca 11’, 46’ N. Berti 42’ | Marcatori | 7’, 57’ Montella 85’ Franceschetti 90’ R. Mancini |

| Arbitro: | Messina (Bergamo) |

|                   |           |                  |
| Montella 15’, 25’ | Marcatori | 82’ (rig.) Otero |

| Arbitro: | Borriello (Mantova) |

|                                                 |           |                                           |
| M. Amoroso 23’, 62’ Cappioli 44’ Bia 90’ (rig.) | Marcatori | 5’, 19’, 33’ R. Mancini 11’, 74’ Montella |

| Arbitro: | Boggi (Salerno) |

|                                               |           |               |
| Karembeu 27’ Carparelli 48’ Montella 66’, 90’ | Marcatori | 42’ Tovalieri |

| Arbitro: | Collina (Viareggio) |

|                      |           |                   |
| Batistuta 31’ (rig.) | Marcatori | 89’ Franceschetti |

#### Girone di ritorno
| Arbitro: | Pairetto (Nichelino) |

|                                                       |           |                         |
| R. Mancini 6’, 58’ Verón 44’, 74’ Montella 85’ (rig.) | Marcatori | 14’ Matrecano 27’ Negri |

| Arbitro: | Bazzoli (Merano) |

|               |           |                                             |
| Weah 37’, 57’ | Marcatori | 1’ R. Mancini 74’ Mihajlović 79’ Carparelli |

| Arbitro: | Boggi (Salerno) |

|              |           |                       |
| Montella 74’ | Marcatori | 45’ Moriero 58’ Balbo |

| Arbitro: | Treossi (Forlì) |

|                |           |                |
| Boghossian 57’ | Marcatori | 88’ Mihajlović |

| Arbitro: | Pellegrino (Barcellona Pozzo di Gotto) |

|              |           |                    |
| Montella 23’ | Marcatori | 50’, 90’ Kolyvanov |

| Arbitro: | Racalbuto (Gallarate) |

|                                                      |           |  |
| F. Inzaghi 20’, 29’ (rig.), 90’ D. Morfeo 67’ (rig.) | Marcatori |  |

| Arbitro: | Beschin (Legnago) |

|                                       |           |  |
| Montella 5’, 68’ (rig.) Carparelli 8’ | Marcatori |  |

| Arbitro: | Rodomonti (Teramo) |

|                            |           |                           |
| Tramezzani 14’ Piovani 30’ | Marcatori | 39’ Montella 48’ Pesaresi |

| Arbitro: | Ceccarini (Livorno) |

|                             |           |  |
| Crespo 34’, 84’ Sensini 68’ | Marcatori |  |

| Arbitro: | Treossi (Forlì) |

|                     |           |  |
| Montella 67’ (rig.) | Marcatori |  |

| Genova 20 aprile 1997 28ª giornata | Sampdoria        | 0 – 0 | Verona | Stadio Luigi Ferraris\| Arbitro: \| Bazzoli (Merano) \| |
| Arbitro:                           | Bazzoli (Merano) |       |        |                                                         |

| Torino 4 maggio 1997 29ª giornata | Juventus          | 0 – 0 | Sampdoria | Stadio delle Alpi\| Arbitro: \| Messina (Bergamo) \| |
| Arbitro:                          | Messina (Bergamo) |       |           |                                                      |

| Arbitro: | Pairetto (Nichelino) |

|           |           |               |
| Verón 14’ | Marcatori | 45’, 76’ Ganz |

| Arbitro: | Borriello (Mantova) |

|               |           |               |
| Ambrosetti 2’ | Marcatori | 1’ R. Mancini |

| Arbitro: | Braschi (Prato) |

|                                               |           |  |
| Verón 40’ Laigle 63’ Montella 65’, 90’ (rig.) | Marcatori |  |

| Arbitro: | Pairetto (Nichelino) |

|                                          |           |                                                                 |
| O'Neill 13’ Cozza 66’ Pancaro 79’ (rig.) | Marcatori | 11’ R. Mancini 45’ (aut.) Minotti 73’ Montella 89’ (aut.) Villa |

| Arbitro: | Branzoni (Pavia) |

|              |           |              |
| Montella 37’ | Marcatori | 23’ Robbiati |

### Coppa Italia

#### Secondo turno
| Arbitro: | Trentalange (Torino) |

|                |           |                          |
| Nappi 45’, 56’ | Marcatori | 21’, 44’ (rig.) Montella |

| Arbitro: | Pairetto (Nichelino) |

|  |           |                          |
|  | Marcatori | 51’ Morello 90’ Rutzittu |

## Statistiche

### Statistiche di squadra
| Competizione | Punti | In casa | In casa | In casa | In casa | In casa | In casa | In trasferta | In trasferta | In trasferta | In trasferta | In trasferta | In trasferta | Totale | Totale | Totale | Totale | Totale | Totale | DR  |
| Competizione | Punti | G       | V       | N       | P       | Gf      | Gs      | G            | V            | N            | P            | Gf           | Gs           | G      | V      | N      | P      | Gf     | Gs     | DR  |
| ------------ | ----- | ------- | ------- | ------- | ------- | ------- | ------- | ------------ | ------------ | ------------ | ------------ | ------------ | ------------ | ------ | ------ | ------ | ------ | ------ | ------ | --- |
| Serie A      | 53    | 17      | 9       | 3       | 5       | 31      | 15      | 17           | 5            | 8            | 4            | 29           | 31           | 34     | 14     | 11     | 9      | 60     | 46     | +14 |
| Coppa Italia |       | 1       | 0       | 0       | 1       | 0       | 2       | 1            | 0            | 1            | 0            | 2            | 2            | 2      | 0      | 1      | 1      | 2      | 4      | -2  |
| Totale       |       | 18      | 9       | 3       | 6       | 31      | 17      | 18           | 5            | 9            | 4            | 31           | 33           | 36     | 14     | 12     | 10     | 62     | 50     | +12 |

### Andamento in campionato
| Giornata  | 1  | 2  | 3 | 4  | 5  | 6 | 7  | 8 | 9 | 10 | 11 | 12 | 13 | 14 | 15 | 16 | 17 | 18 | 19 | 20 | 21 | 22 | 23 | 24 | 25 | 26 | 27 | 28 | 29 | 30 | 31 | 32 | 33 | 34 |
| --------- | -- | -- | - | -- | -- | - | -- | - | - | -- | -- | -- | -- | -- | -- | -- | -- | -- | -- | -- | -- | -- | -- | -- | -- | -- | -- | -- | -- | -- | -- | -- | -- | -- |
| Luogo     | T  | C  | T | C  | T  | C | T  | C | C | T  | T  | C  | T  | C  | T  | C  | T  | C  | T  | C  | T  | C  | T  | C  | T  | T  | C  | C  | T  | C  | T  | C  | T  | C  |
| Risultato | P  | V  | V | P  | P  | V | N  | V | N | N  | N  | P  | V  | V  | V  | V  | N  | V  | V  | P  | N  | P  | P  | V  | N  | P  | V  | N  | N  | P  | N  | V  | V  | N  |
| Posizione | 11 | 10 | 5 | 10 | 10 | 8 | 10 | 4 | 6 | 6  | 6  | 9  | 8  | 4  | 3  | 2  | 2  | 2  | 2  | 2  | 2  | 4  | 4  | 3  | 4  | 5  | 4  | 4  | 4  | 6  | 7  | 5  | 5  | 6  |

Legenda:

Luogo: C = Casa; T = Trasferta. Risultato: V = Vittoria; N = Pareggio; P = Sconfitta.

### Statistiche dei giocatori[4]
| Giocatore        | Serie A  | Serie A | Serie A     | Serie A    | Coppa Italia | Coppa Italia | Coppa Italia | Coppa Italia | Totale   | Totale | Totale      | Totale     |
| Giocatore        | Presenze | Reti    | Ammonizioni | Espulsioni | Presenze     | Reti         | Ammonizioni  | Espulsioni   | Presenze | Reti   | Ammonizioni | Espulsioni |
| ---------------- | -------- | ------- | ----------- | ---------- | ------------ | ------------ | ------------ | ------------ | -------- | ------ | ----------- | ---------- |
| D. Balleri       | 29       | 0       | ?           | ?          | 2            | 0            | ?            | ?            | 31       | 0      | ?           | ?          |
| M. Carparelli    | 28       | 6       | ?           | ?          | -            | -            | -            | -            | 28       | 6      | 0+          | 0+         |
| O. Dieng         | 15       | 0       | ?           | ?          | 2            | 0            | ?            | ?            | 17       | 0      | ?           | ?          |
| A. Evani         | 10       | 0       | ?           | ?          | 2            | 0            | ?            | ?            | 12       | 0      | ?           | ?          |
| F. Ferron        | 31       | -39     | ?           | ?          | 2            | -4           | ?            | ?            | 33       | -43    | ?           | ?          |
| M. Franceschetti | 27       | 2       | ?           | ?          | 1            | 0            | ?            | ?            | 28       | 2      | ?           | ?          |
| V. Iacopino      | 23       | 1       | ?           | ?          | 2            | 0            | ?            | ?            | 25       | 1      | ?           | ?          |
| C. Karembeu      | 30       | 1       | ?           | ?          | 2            | 0            | ?            | ?            | 32       | 1      | ?           | ?          |
| P. Laigle        | 29       | 1       | ?           | ?          | 1            | 0            | ?            | ?            | 30       | 1      | ?           | ?          |
| R. Mancini       | 33       | 15      | ?           | ?          | 2            | 0            | ?            | ?            | 35       | 15     | ?           | ?          |
| M. Mannini       | 22       | 0       | ?           | ?          | 1            | 0            | ?            | ?            | 23       | 0      | ?           | ?          |
| S. Mihajlović    | 28       | 2       | ?           | ?          | 1            | 0            | ?            | ?            | 29       | 2      | ?           | ?          |
| V. Montella      | 33       | 22      | ?           | ?          | 2            | 2            | ?            | ?            | 35       | 24     | ?           | ?          |
| E. Pesaresi      | 27       | 1       | ?           | ?          | -            | -            | -            | -            | 27       | 1      | 0+          | 0+         |
| S. Sacchetti     | 17       | 0       | ?           | ?          | 1            | 0            | ?            | ?            | 18       | 0      | ?           | ?          |
| F. Salsano       | 24       | 0       | ?           | ?          | 1            | 0            | ?            | ?            | 25       | 0      | ?           | ?          |
| M. Sereni        | 6        | -7      | ?           | ?          | -            | -            | -            | -            | 6        | -7     | 0+          | 0+         |
| S. Vergassola    | 3        | 0       | ?           | ?          | -            | -            | -            | -            | 3        | 0      | 0+          | 0+         |
| S. Verón         | 32       | 5       | ?           | ?          | 2            | 0            | ?            | ?            | 34       | 5      | ?           | ?          |
| S. invernizzi    | 15       | 0       | ?           | ?          | 2            | 0            | ?            | ?            | 17       | 0      | ?           | ?          |
| N. Zanini        | 3        | 0       | ?           | ?          | 2            | 0            | ?            | ?            | 5        | 0      | ?           | ?          |